# Бобслей на зимових Олімпійських іграх 1924
Змагання з бобслею на зимових Олімпійських іграх 1924 року в Шамоніі проходили поблизу Шамоні 2 і 3 січня 1924 року.

## Загальні дані

### Дисципліни (бобслею)
- Четвірка, чоловіки

### Розклад змагань
- 1 і 2 заїзди — 2 січня
- 3 і 4 заїзди — 3 січня

### Перелік країн і учасників від них
| Країна          | Екіпажів |
| --------------- | -------- |
| Бельгія         | 2        |
| Велика Британія | 2        |
| Італія          | 2        |
| Угорщина        | 1        |
| Франція         | 2        |
| Швейцарія       | 2        |

## Турнірні здобутки

### Загальний залік
| Місце | Країна          | Золото | Срібло | Бронза | Разом |
| ----- | --------------- | ------ | ------ | ------ | ----- |
| 1     | Швейцарія       | 1      | 0      | 0      | 1     |
| 2     | Велика Британія | 0      | 1      | 0      | 1     |
| 3     | Бельгія         | 0      | 0      | 1      | 1     |

### Медалісти
| Дисципліна         | Золото                                                             | Срібло                                                                     | Бронза                                                                            |
| Четвірка, Чоловіки | Швейцарія Едвард Шеррер Альфред Неве Альфред Шлаппі Гейнріх Шлаппі | Велика Британія Р. Г. Бруме Т. А. Арнольд Г. А. В. Річардсон Родні Е. Соер | Бельгія Чарльз Малдер Рене Мортьє Поль ван дер Брок В. А. Вершуерен Г. П. Вільямс |